# Pannon csiga
A pannon csiga (Caucasotachea vindobonensis) egy Magyarországon gyakori közepes (17–27 mm) termetű tüdőscsiga-faj a főcsigák családjából.

## Elterjedése
Európa keleti részén, Olaszországtól és Németországtól Ukrajnáig, délen pedig Görögországig fordul elő.

## Megjelenése
Házának felülete kissé erősebben vonalkázott. Alapszíne fehéressárga vagy barnássárga, és rendszerint öt hosszanti sávot visel, melyek színe a nagyon halvány barnától a feketéig a legkülönbözőbb árnyalatú lehet. Szájadékának kihajló pereme barna.

## Életmódja
Melegkedvelő faj. A fák törzsén, bokrokon, utak szélén igen elterjedt. Általában magányos, csak a párzási idōszakban találkozik illetve találjuk más példánnyal. Képesek nemet váltani.